# Corythalia sulphurea
Corythalia sulphurea là một loài nhện trong họ Salticidae.
Loài này thuộc chi Corythalia. Corythalia sulphurea được Frederick Octavius Pickard-Cambridge miêu tả năm 1901.